# دره استاردیو
دَرّهٔ استاردیو (به انگلیسی: Stardew Valley) یک بازی ویدئویی شبیه‌سازی نقش‌آفرینی است که توسط اریک بارون با نام کاربری (ConcernedApe) طراحی شده است. این بازی در فوریهٔ ۲۰۱۶ برای مایکروسافت ویندوز منتشر شد و بعداً برای مک‌اواس، لینوکس، پلی‌استیشن ۴، اکس‌باکس وان، نیتندو سوئیچ، پلی‌استیشن ویتا، آی‌اواس و اندروید نیز منتشر شد. بازیکنان نقش شخصیتی را بازی می‌کنند که از زندگی شهری و کار کردن در یک فروشگاه بزرگ خسته شده و به خاطر همین به دره استاردیو نقل مکان می‌کند؛ جایی که مزرعه فرسوده پدربزرگ متوفی خود در آنجا قرار دارد. با تعامل با شخصیت‌های فرعی و اصلی بازی سعی در پیشرفت بازی خود خواهد داشت. شما در طول این بازی محصول می‌کارید، درو می‌کنید، ازدواج می‌کنید، بچه دار می‌شوید، مأموریت انجام می‌دهید، می‌خندید، گریه می‌کنید و با کارکتر خود در بازی زندگی می‌کنید.
بارون به مدت بیش از چهار سال و نیم تنها استاردیو والی را توسعه داد. او به شدت از سری Story of Seasons الهام گرفته بود و برای رفع برخی از کاستی‌های آن بازی‌ها، افزوده‌هایی به آن اضافه شد. او از آن به عنوان تمرینی برای بهبود مهارت‌های برنامه‌نویسی و طراحی بازی خود استفاده کرد. استودیوی بریتانیایی Chucklefish با پیشنهاد انتشار بازی به Barone در نیمه راه توسعه نزدیک شد و به او اجازه داد تمرکز بیشتری روی تکمیل آن داشته باشد. Stardew Valley به عنوان یکی از بهترین بازی‌های تمام دوران نام برده می‌شود. یاسوهیرو وادا، خالق Story of Seasons نیز این بازی را به خاطر حفظ آزادی ای که آثار بعدی سری او از دست داده بودند، تحسین کرد. همچنین یکی از پرفروش‌ترین بازی‌های تمام دوران است که تا سال ۲۰۲۴ سی میلیون فروش داشته است.

## محیط بازی
محیط این بازی با توجه به پیکسلی بودن بسیار زیباست و حس زندگی به خوبی از آن گرفته می‌شود.
شما می‌توانید خانهٔ کاراکتر خود در این بازی را با وسایل متنوع و زیبا پر کنید و شکل خاص و مدنظر خود را به خانه خود بدهید.
همچنین میتوانید مزرعه خود را داشته باشید و به عنوان مزرعه دار ایفای نقش کنید.
شما میتوانید با ان پی سی های این بازی دوستی برقرار کنید و یا حتی با بعضی از آنها ازدواج کنید.